# Sergio Carreira
Sergio Carreira Vilariño (Vigo, España, 13 de octubre de 2000) es un futbolista español. Juega como lateral derecho y su equipo es el R. C. Celta de Vigo de la Primera División de España.

## Trayectoria
Nacido en la ciudad viguesa, empezaría su carrera como futbolista en el fútbol base del Celta de Vigo. En la temporada 2019-20, ascendería al R. C. Celta de Vigo "B", debutando el 25 de noviembre de 2018, al entrar como sustituto de Dani Vega en el minuto 53, en un partido fuera de casa contra el C. F. Internacional de Madrid perdido por 0 a 3.
Carreira realizó su debut con el primer equipo el 19 de diciembre de 2019, en un partido de Copa del Rey contra el C. D. Peña Azagresa, entrando en el minuto 52 debido a la lesión de Jorge Saénz. Su primer partido oficial en la máxima categoría del fútbol español no llegaría hasta el 17 de octubre de 2020, empezando de titular en una derrota por 0 a 2 frente al C. Atlético de Madrid.
En la temporada 2021-22 pasó a tener ficha del primer equipo. En el mes de julio renovó su contrato hasta 2025 y fue cedido al C. D. Mirandés, con el que jugó 38 partidos en los que acumuló más de 3000 minutos. Las dos campañas siguientes volvió a ser prestado, la primera al Villarreal C. F. "B" y la segunda al Elche C. F.

## Clubes
Actualizado al último partido disputado el 26 de mayo de 2024.
| Club                          | País   | Año       | Partidos | Goles |
| ----------------------------- | ------ | --------- | -------- | ----- |
| R. C. Celta de Vigo "B"       | España | 2018-2021 | 60       | 0     |
| R. C. Celta de Vigo           | España | 2020-act. | 6        | 1     |
| C. D. Mirandés (cedido)       | España | 2021-2022 | 40       | 1     |
| Villarreal C. F. "B" (cedido) | España | 2022-2023 | 31       | 2     |
| Elche C. F. (cedido)          | España | 2023-2024 | 22       | 0     |